# Liomer
Liomer è un comune francese di 400 abitanti situato nel dipartimento della Somme nella regione dell'Alta Francia.

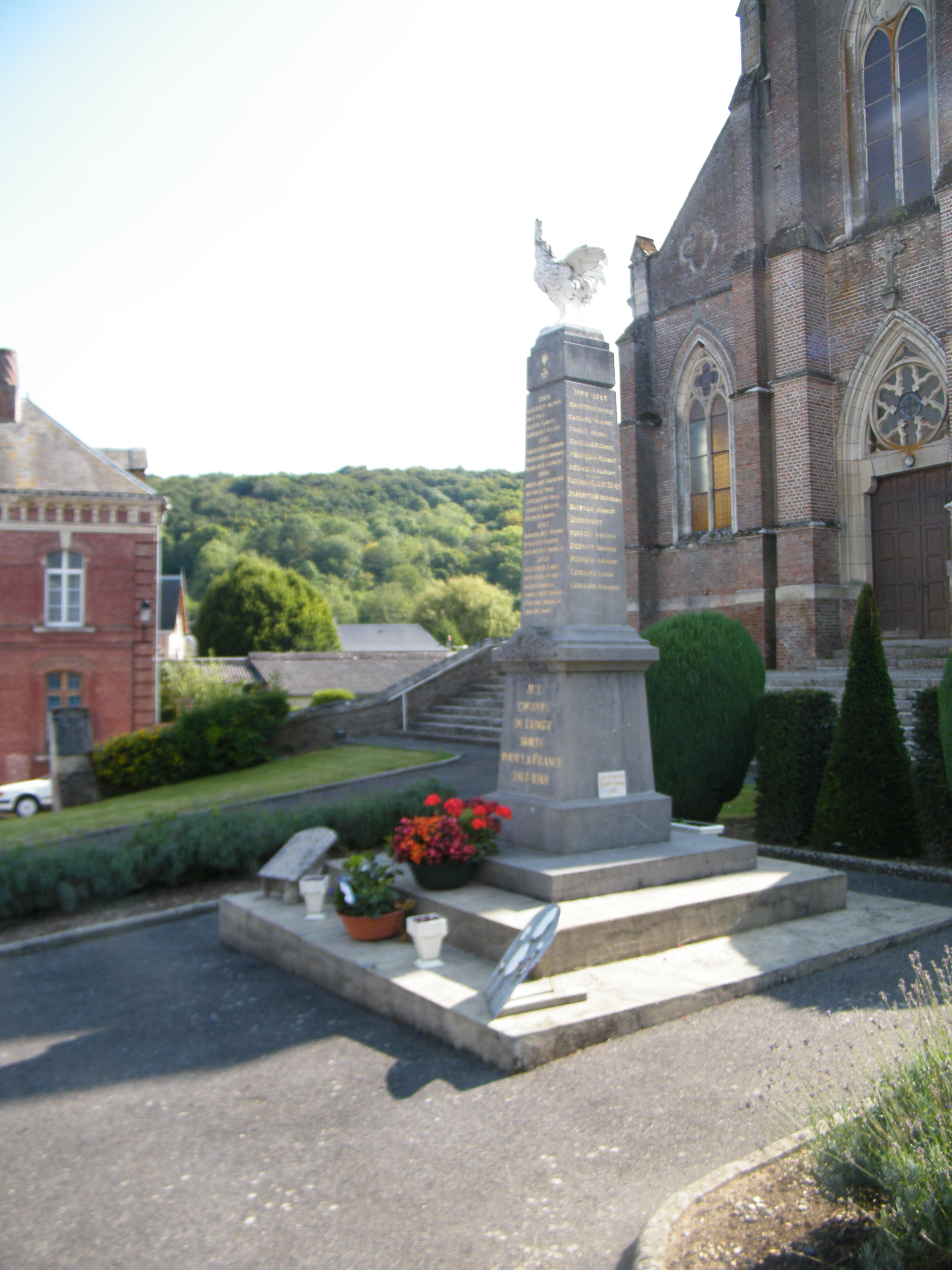
monumento ai caduti

## Società

### Evoluzione demografica
Abitanti censiti